# Veleposlaništvo Republike Slovenije na Kitajskem
Veleposlaništvo Republike Slovenije na Kitajskem (uradni naziv Veleposlaništvo Republike Slovenije Peking, Ljudska republika Kitajska) je diplomatsko-konzularno predstavništvo (veleposlaništvo) Republike Slovenije s sedežem v Pekingu, Ljudska republika Kitajska. Poleg Kitajske veleposlaništvo pokriva še Mongolijo, Severno Korejo, Tajsko in Vietnam.
Trenutni veleposlanik je Boštjan Malovrh.

## Veleposlaniki
- Boštjan Malovrh (julij 2024–)
- Alenka Suhadolnik (2019–30. avgust 2024)
- Janez Premože (2015–2019)[1]
- Marija Adanja (2010–2015)
- Marjan Cencen (2005–2009)